# 孟台绥尔
孟台绥尔（阿拉伯语：‎，837年11月—862年6月7日），阿拔斯王朝的第十一代哈里发（公元861年－862年在位）。837年11月出生，父亲是第十代哈里发穆塔瓦基勒，861年12月11日继承父亲穆塔瓦基勒，成为哈里发。在位期間政權被禁衛軍古拉姆控制，屬於萨迈拉无政府时期。862年6月7日去世，由堂兄穆斯塔因即位。

## 家庭
- 父：穆塔瓦基勒
- 母：赫伯西娅（Hubshiya Roomiya），希腊女奴[1]

## 註腳
1. ↑  Kennedy 2006，第173頁.